# Regierungsbezirk Karlsruhe
Karlsruhe is een van de vier Regierungsbezirke (bestuurlijke regio's) van Baden-Württemberg, een deelstaat van Duitsland.

## Indeling
| Landkreise                                                                                                 | Kreisfreie Städte                                                  |
| --- | ------------------------------------------------------------------ |
| 1. Calw 2. Enzkreis 3. Freudenstadt 4. Karlsruhe 5. Neckar-Odenwald-Kreis 6. Rastatt 7. Rhein-Neckar-Kreis | 1. Baden-Baden 2. Heidelberg 3. Karlsruhe 4. Mannheim 5. Pforzheim |

Freiburg · Karlsruhe · Stuttgart · Tübingen